# Кочетновское муниципальное образование
Кочетновское муниципальное образование — сельское поселение в Ровенском районе Саратовской области Российской Федерации.
Административный центр — село Кочетное.

## История
Статус и границы сельского поселения установлены Законом Саратовской области от 29 декабря 2004 года № 115-ЗСО «О муниципальных образованиях, входящих в состав Ровенского муниципального района».

## Население
| 2010  | 2011  | 2012  | 2013  | 2014  | 2015  | 2016  |
| ----- | ----- | ----- | ----- | ----- | ----- | ----- |
| 1479  | ↗1483 | ↗1517 | ↗1542 | ↘1540 | ↗1545 | ↗1573 |
| 2017  | 2018  | 2019  | 2020  | 2021  |       |       |
| ↘1554 | ↘1541 | →1541 | ↘1529 | ↗1554 |       |       |

## Состав сельского поселения
| № | Населённый пункт | Тип населённого пункта       | Население |
| - | ---------------- | ---------------------------- | --------- |
| 1 | Кочетное         | село, административный центр | ↗1554     |